# Hans Gamper
Hans-Max Gamper, connu en Catalogne (Espagne) sous le nom de Joan Gamper, né le 22 novembre 1877 à Winterthour et mort le 30 juillet 1930 à Barcelone, est un joueur suisse de football, fondateur et huitième président du FC Barcelone. Il a également cofondé le FC Zurich en 1896 et le Real Club de Tenis Barcelona.

## Biographie

### Enfance et jeunesse
Hans Gamper était le troisième d'une famille de cinq enfants. La mère de Hans Gamper, Rosine Emma Gamper, décède alors qu'il est âgé de huit ans. Son père, August Gamper, décide de quitter Winterthour pour Zurich. À l'âge de 12 ans, Hans Gamper, grand passionné de sport, se fait déjà remarquer pour ses qualités de cycliste. Il se consacre de plus en plus au football devenant un des meilleurs joueurs suisses. Il est capitaine du FC Bâle avant de jouer au FC Excelsior de Zurich. En 1896, un différend le force à quitter le club et il fonde alors le FC Zurich. En 1897, Gamper part travailler à Lyon où il continue à pratiquer le sport, notamment le rugby à XV, au sein de l'Union Athlétique. Tant à Zurich qu'à Lyon, il est considéré comme un athlète exceptionnel de par sa classe et sa vitalité.
Il rejoint par la suite le club du FC Lyon à 21 ans.
Arrivé de Lyon à Barcelone pour rendre visite à son oncle, celui-ci le convainc de s'y installer.

### Fondateur du FC Barcelone

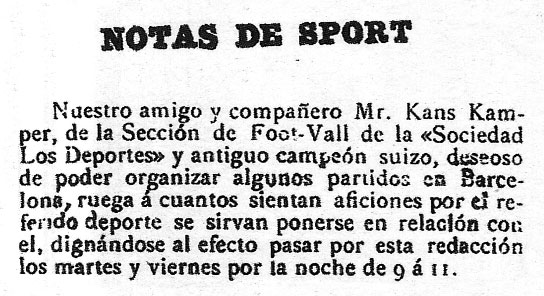
L'annonce publiée dans Los Deportes

Très tôt, Hans Gamper se lie d'amitié avec la colonie étrangère de Barcelone. Il pratique le football dans le quartier de Sant Gervasi de Cassoles où il réside. Homme enthousiaste et très actif, il décide de contribuer à la diffusion du football en fondant un club. Gamper publie une annonce dans le magazine sportif de Barcelone Los Deportes le 22 octobre 1899 demandant des joueurs. Un mois plus tard, le 29 novembre 1899, a lieu la fondation officielle du FC Barcelone dans les locaux du Gimnasio Solé, au numéro 5 de la rue Montjuïc del Carme. On choisit comme couleurs du maillot du FC Barcelone le bleu et le rouge (grenat), les mêmes que le FC Bâle, le club préféré de Hans Gamper.
Walter Wild, Lluís d'Ossó, Bartomeu Terradas, Otto Kunzle, Otto Maier, Enric Ducal, Pere Cabot, Carles Pujol, Josep Llobet, John et William Parsons participent à la première assemblée dirigée par Hans Gamper. Walter Wild, le plus âgé de l'assemblée, devient le premier président et le premier capitaine du Futbol Club Barcelona.

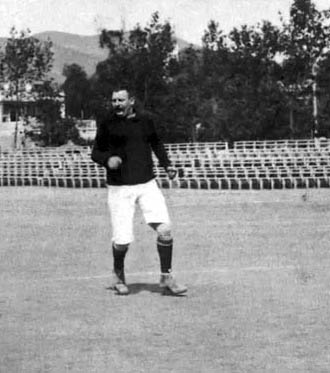
Joan Gamper, fondateur et un des premiers joueurs du FC Barcelone.

Joan Gamper joue avec la première équipe du FC Barcelone de 1899 à 1903. Il marque 121 buts en une cinquantaine de rencontres. En 1901, il fait partie de l'équipe qui gagne le premier titre du Barça, la Copa Macaya, ancêtre du championnat de Catalogne. En 1902, il joue la finale de la première Coupe d'Espagne perdue contre le Club Vizcaya, qui plus tard deviendrait l'Athletic Bilbao. En demi-finale, le 13 mai 1902, le Barça bat le Real Madrid par 3 à 1, avec un but de Gamper, lors du premier Clásico de l'histoire.

### Président du FC Barcelone
Expert dans l’import-export, Hans Gamper se retire des terrains de jeu en 1903, mais continue de s’investir dans la bonne marche de son « bébé ». Hans Gamper était alors parfaitement intégré à la vie barcelonaise. Selon un historien du club, « il était un symbole d'intégration et il comprenait parfaitement l'identité de la région. Il a appris le catalan avant le castillan et ses discours étaient toujours rédigés en catalan ».
Le 2 décembre 1908, Hans Gamper se voit forcé de prendre la présidence pour éviter la dissolution du club. Il effectuera en tout cinq périodes à la tête du club :
- 2 décembre 1908 - 14 octobre 1909
- 17 novembre 1910 - 30 juin 1913
- 17 juin 1917 - 19 juin 1919
- 17 juillet 1921 - 29 juillet 1923
- 1er juin 1924 - 17 décembre 1925

En 1912, Hans Gamper recrute le joueur Paulino Alcántara qui reste un des meilleurs buteurs de l'histoire du Barça (357 buts en comptant les buts inscrits en matchs amicaux). Sous l'ère Gamper, le FC Barcelone remporte 6 coupes d'Espagne, 11 championnats de Catalogne et 4 coupes des Pyrénées, vivant là un premier âge d'or.
En 1922, Gamper verse un million de pesetas pour la construction d’un stade de 30 000 places (Camp Vell) dans le quartier de Les Corts, situé à l’ouest de la ville. Ce sont les meilleurs années de Joan Gamper mais la suite sera tragique.

### Épilogue et hommages
Hans Gamper, qui avait donné son appui aux nationalistes catalans, doit quitter la Catalogne et Espagne en 1925 à la suite de bouleversements politiques (dictature de Primo de Rivera). Cette année-là, le stade du FC Barcelone est fermé par le gouvernement pendant trois mois pour « activités anti-espagnoles ». En fait, le public du Barça avait sifflé l'hymne espagnol et applaudi l'hymne anglais ce qui déplut beaucoup au gouvernement de Primo de Rivera. Gamper est accusé de militer pour l'indépendance de la Catalogne et doit s'exiler.
À partir de là, Gamper n'est plus le même, il perd de son enthousiasme et sa santé s'en ressent. Joan Gamper peut revenir à Barcelone mais sous certaines conditions, comme l'explique  Manuel Tomas, responsable du centre de documentation et d'études du FC Barcelone : « Comme condition pour son retour, les autorités lui interdirent tout contact avec son club. Cette mise à l'écart fut très pénible à supporter et il est tombé dans une profonde dépression. Les cinq années qui suivirent ont été terribles pour Hans Gamper, qui s'est finalement donné la mort en 1930. La Grande Dépression de 1929, qui l'a complètement ruiné, a porté le coup fatal ».
Hans Gamper met fin à ses jours le 30 juillet 1930 à son domicile de Barcelone. Son enterrement déplace des foules considérables, comme le rapporte le journal La Vanguardia daté du 1er août 1930.
En 1955, le FC Barcelone a voulu donner le nom de Joan Gamper au stade Camp Nou qui allait prochainement être construit mais une autre dictature, celle de Franco, l'en a empêché. Manuel Tomas en explique les raisons : « Franco s'est totalement opposé à cette décision. Gamper était un citoyen étranger, mort par suicide, de foi protestante, d'idéologie libérale et partisan de l'indépendance de la Catalogne. Cerise sur le gâteau, il avait changé son prénom suisse-alémanique Hans pour celui catalan de Joan. Pour la dictature, Joan Gamper était un sujet tabou ».
La municipalité de Barcelone donne son nom à une rue du quartier de Les Corts. En 1966, le Barça crée le Trophée Joan Gamper en son honneur. Chaque année, le jour où se dispute ce trophée, les dirigeants du FC Barcelone et les descendants de Joan Gamper se rendent au cimetière de Montjuïc pour rendre hommage à sa mémoire. En 2006 est inaugurée l'ultra-moderne Cité sportive Joan-Gamper où s'entraînent désormais les stars du Barça, le plus grand club de sport de la planète.
L'une des principales caractéristiques du FC Barcelone est d'être multi-sports conformément au souhait de son fondateur, notamment avec des sections de rugby, de cyclisme et d'athlétisme, sports que pratiquait Joan (Hans) Gamper.